# Terrence Malick
Terrence Frederick Malick (30. studenog 1943.) je američki filmski redatelj, scenarist i producent. U karijeri koja se proteže gotovo četiri desetljeća, Malick je režirao pet filmova.
Malick je za svoje filmske uratke uglavnom dobivao pozitivne kritike, a njegovi filmovi često su proglašavani remek-djelima. Do danas je zaradio tri nominacije za prestižnu nagradu Oscar i to za svoj rad na filmovima Tanka crvena linija (najbolji redatelj i adaptirani scenarij) te Drvo života (najbolji redatelj). Osvojio je nagradu Zlatni medvjed na 49. filmskom festivalu u Berlinu za svoj rad na filmu Tanka crvena linija, a 2011. godine na 64. filmskom festivalu u Cannesu njegov film Drvo života proglašen je najboljim filmom festivala i osvojio Zlatnu palmu.

## Rani život
Terrence Malick rođen je u Otawi (država Illinois) ili u Wacou (država Teksas). Otac mu je bio Emil Malick, geolog i sin asirskog imigranta iz Irana, a majka Irene Malick. Waco je jedno od mjesta radnje njegovog filma Drvo života. Malick je pohađao episkopalsku školu St. Stephen u Austinu (država Teksas) dok je njegova obitelj živjela u Bartlesvilleu (država Oklahoma). Imao je dvojicu mlađe braće: Chrisa i Larryja. Larry Malick je bio gitarist koji je otišao studirati u Španjolsku kasnih 60-tih godina prošlog stoljeća. 1968. godine namjerno si je slomio ruku zbog pritiska koji je uzrokovao studij glazbe. Otac Emil je otišao u Španjolsku pomoći Larryju, ali je Larry nedugo nakon toga umro, navodno počinivši samoubojstvo.
Marlick je studirao filozofiju na sveučilištu Harvard gdje je 1965. godine diplomirao s najvišim počastima (summa cum laude), a s obrazovanjem je nastavio na sveučilištu Oxford, Magdalen College, nakon što je dobio Rhodesovu stipendiju. 1969. godine Northwestern University Press objavio je Malickov prijevod Heideggerovog Vom Wesen des Grundes kao The Essence of Reasons. Nakon što se vradio u SAD, Malick je podučavao filozofiju na sveučilištu MIT (Massachusetts Institute of Technology) istovremeno radivši kao slobodni novinar. Pisao je članke za Newsweek, The New Yorker i Life.

## Filmska karijera
1969. godine otišao je u Los Angeles studirati na Američkom filmskom institutu gdje magistrira režiravši kratki film Lanton Mills.  Isprva je kao script doctor radio na prepravljanju tuđih scenarija, a 1972., režira svoj prvi dugometražni film, Pustara, koji izlazi sljedeće godine i ne zarađuje mnogo novca, ali dobiva dobre ocjene kritičara.  
Sljedeći film, Dani raja, završava 1978. godine i također dobiva pohvale filmskih kritičara. Nakon toga Malick je odselio u Francusku i povukao se iz javnosti na sljedećih 20 godina.  Nije davao intervjue i tražio je da se ne objavljuju njegove slike, iako su mediji bili zainteresirani za njega.  Njegovi prijatelji i suradnici su, odgovaravši na pitanja o njegovoj neobičnoj povučenosti, opisivali Malicka kao prijaznog i zanimljivog čovjeka koji jako drži do privatnosti.
Radio je i na ambicioznom filmu naslova Q, no posao je ostao nedovršen i njegov sljedeći film izlazi tek 1998. godine -   Tanka crvena linija dobiva sedam nominacija za Oscara, ali nijednu nagradu.  Nakon toga radi kao producent na nekoliko filmova, a ponovno režira Novi svijet koji je 2005. nominiran za Oscara, ali dobiva nešto slabije ocjene od njegovih prethodnih radova.  

## Filmografija
| Godina    | Film                                  | Sudjelovao kao | Sudjelovao kao | Sudjelovao kao | Sudjelovao kao | Sudjelovao kao | Bilješke |
| Godina    | Film                                  | Redatelj       | Producent      | Scenarist      | Kompozitor     | Glumac         | Bilješke |
| --------- | ------------------------------------- | -------------- | -------------- | -------------- | -------------- | -------------- | --- |
| 1969      | Lanton Mills                          | X              |                | X              | X              | X              | Kratki film Neodređena uloga |
| 1971      | Drive, He Said                        |                |                | X              |                |                | Prvi redateljski pokušaj glumca Jacka Nicholsona                                                                                           |
| 1971      | Prljavi Harry                         |                |                | X              |                |                | Nepotpisani suradnik na scenariju |
| 1972      | Deadhead Miles                        |                |                | X              |                |                | |
| 1972      | Pocket Money                          |                |                | X              |                | X              | Uloge: Radnik |
| 1973      | Pustara                               | X              | X              | X              |                | X              | Uloga: Pozivač iz kuće bogataša |
| 1974      | The Gravy Train                       |                |                | X              |                |                | |
| 1978      | Božanstveni dani                      | X              |                | X              |                | X              | Dobitnik nagrade za najboljeg redatelja na filmskom festivalu u Cannesu (1979.) Radnik                                                     |
| 1998      | Tanka crvena linija                   | X              |                | X              |                |                | Dobitnik nagrade Zlatni medvjed na filmskom festivalu u Berlinu 1999. godine                                                               |
| 1999      | Endurance                             |                | X              |                |                |                | |
| 2000      | Happy Times                           |                | X              |                |                |                | |
| 2002      | Bear's Kiss                           |                |                | X              |                |                | Nepotpisani suradnik na scenariju |
| 2004      | The Beautiful Country                 |                | X              |                |                |                | |
| 2004      | Undertow                              |                | X              |                |                |                | |
| 2005      | Novi svijet                           | X              | X              | X              |                |                | |
| 2006      | Amazing Grace                         |                | X              |                |                |                | |
| 2011      | Drvo života                           | X              |                | X              |                |                | Dobitnik nagrade Zlatna palma na filmskom festivalu u Cannesu 2011. godine Dobitnik Velike nagrade u kategoriji najboljeg filma (FIPRESCI) |
| 2012      | Neimenovani projekt Terrencea Malicka | X              |                | X              |                |                | |
| Nepoznato | Lawless                               | X              |                | X              |                |                | Paralelno snimanje s filmom Knight of Cups tijekom 2012. godine                                                                            |
| Nepoznato | Knight of Cups                        | X              |                | X              |                |                | |

## Vanjske poveznice
- Senses of Cinema: Great Directors Critical Database
- The Flicks of Terrence Malick
- Films of Being: Terrence Malick Resource  Arhivirana inačica izvorne stranice od 20. studenoga 2008. (Wayback Machine)